# Ichneumon subdolus
Ichneumon subdolus är en stekelart som beskrevs av Cresson 1867. Ichneumon subdolus ingår i släktet Ichneumon och familjen brokparasitsteklar. Inga underarter finns listade i Catalogue of Life.